# Chiesa di Maria Santissima di Porto Salvo
La chiesa di Maria Santissima di Porto Salvo è un edificio religioso di Villammare, frazione di Vibonati, in provincia di Salerno.

## Storia
Le notizie certe e documentate su un insediamento abitativo con annesso Hospedale e lebbrosario, per l’assistenza e cura dei pellegrini diretti in Terrasanta, e che successivamente agli inizi del ‘300 assumerà definitivamente il toponimo Cannetelli, Cannatello e quindi Cannitello, risalgono al secolo XI allorché Ruggero di Altavilla fratello di Roberto nell’atto di conquistare la Sicilia, nel 1061 aveva sferrato due attacchi nei confronti dei Saraceni che detenevano la Sicilia, il primo nella seconda settimana di Febbraio ed il secondo a metà Maggio, muovendo dal piccolo porto di Santa Maria del Faro situato sulla costa calabra in corrispondenza della distanza minima dello Stretto che separa l’isola dal continente. Dopo la sconfitta dell’impero bizantino e quindi durante il periodo normanno la Chiesa di Santa Maria del Faro assunse il nuovo titolo di Santa Maria de Ponticchia. La Chiesa di Santa Maria di cui si hanno notizie certe fin dal 1061, è citata in numerose fonti tra le quali: un successivo privilegio del 25 maggio 1323 contenuto in un atto del notaio Niccolò di San Paolo del 29 ottobre 1326, che la colloca nel territorio del Cannetello nella quale contrada si attesta la presenza di canneti per la coltivazione della canna da zucchero e di Trappeti per l’estrazione del saccarosio, ed ancora citata in un diploma di Ferrante d’Aragona del 1416 allorché viene riconosciuto il diritto alla celebrazione dell’Antica Fiera“annualmente nell’Ottava di Pasqua di resurrezione” a favore della Chiesa di Santa Maria del Cannetello. La Chiesa di Santa Maria del Cannetello era stata sin dall’antichità una vetusta costruzione di origine bizantina a croce inscritta, descritta al suo interno “a cinque tribone all’antica, con tetti a lamia seu dammuso e con decorazioni iconografiche a fresco tipiche del mondo bizantino, raffiguranti nella tribuna dell’Altare Maggiore li dudici Apostoli et testa del Patre Eterno et altri sancte nelle Pedestre” che sorgeva sulle mura dell’antico Tempio di Nettuno, anticamente legato al culto del Dio del Mare. Fu quindi Chiesa Basiliana, tra il IX e X secolo, indi nel periodo delle Crociate fu Chiesa Benedettina, Agostiniana, Templare e in seguito alla soppressione dell’Ordine Templare da parte di papa Clemente V, al secolo Bertrando Gotho,  avvenuta con la bolla Vox Clamantis del 3 Aprile 1312, traslata con tutti i suoi possedimenti in mano giovannita a decorrere dal 6 Maggio successivo con la bolla Ad providam Christi che imponeva l’incorporazione dei beni templari in quelli ospedalieri dei Cavalieri Gerosolimitani. I documenti riferiscono che il Tempio sulle cui mura venne edificata la Chiesa di Santa Maria del Cannitello misurava metri 17,26 di lunghezza e metri 14,33 di larghezza e sulla metà di essa venne fatta edificare verso la metà del ‘500 dai Cavalieri Gerosolimitani che l’avevano eretta prima a Grancia e poi a Commenda autonoma, e precisamente ad opera di frà Don Pietro La Rocca, una possente Torre di guardia e di difesa a tre livelli destinata a residenza dei Commendatori ed ai Baiuli di Malta. Il vero nome della Commenda era Santa Maria di Rocca Verdala detta del Cannetello (e non Verdara come risulta erroneamente assunto da cronisti ottocenteschi in carenza di riscontri documentali) in omaggio al Cardinale frà Ugo de Loubenx Verdala che fu Gran Maestro dell’Ordine di Malta dal 1581 al 1595 e che dopo la celebrazione del Capitolo Generale dell’Ordine Gerosolimitano tenutosi a Malta nel 1588 era stato il principale fautore dell’erezione della Grancia del Cannatello o Cannetello, sino ad allora dipendente dalla Commenda di Melicuccà, ad autonoma Commenda designando primo Commendatore il messinese frà Don Pietro La Rocca, già Commendatore di Melicuccà cui seguivano nei secoli a venire 15 Commendatori e Balì titolari della omonima Commenda. Notevole il Baglio della Commenda sul portale d’ingresso della cui Chiesa erano scolpite le armi del Gran Maestro Verdala, del 1° Commendatore frà Don Pietro La Rocca e del 2° Commendatore frà Don Pietro XXMiglia, nonché l’antica e monumentale Fontana rinascimentale della Commenda del Cannetello risalente al ’500 abbellita con mascheroni e cogli stemmi nobiliari di vari Commendatori succedutesi nel tempo.
All’interno della Chiesa di Santa Maria di Rocca Verdala ebbe sepoltura gentilizia Vincenzo Messina, Capitano di ventura che aveva combattuto contro i Turchi per Filippo II e Filippo III, la cui epigrafe lo ricordava deceduto nel 1653. Cannitello deve il suo nome all’introduzione nel suo territorio in cui ricadeva la Chiesa di Santa Maria, della coltura della canna da zucchero, ad opera di Federico II (1194-1250), e dalla presenza dei “Cannetelli ” col quale nome venivano indicate le coltivazioni dalle cui canne si estraeva nei Trappeti del Cannetello (in Tappetis Cannitelli) agli albori del ‘300 lo zucchero, assunse quindi definitivamente il toponimo Cannitello.